# 克利爾克里克縣 (科羅拉多州)
克利爾克里克县（英語：Clear Creek County）是美國科羅拉多州中北部的一個縣。面積1,027平方公里。根據美國2000年人口普查，共有人口9,322人。縣治喬治城（Georgetown）。
成立於1861年11月1日，是該州最早成立的十七個縣之一。縣名來自克利爾河（Clear Creek）。